# Brüssow
Brüssow je město v zemském okrese Ukerská marka v německé spolkové zemi Braniborsko. V roce 2015 zde žilo 1 876 obyvatel.

## Poloha
Město leží na severovýchodě Braniborska u jeho hranic s Meklenburskem-Předním Pomořanskem. Sousední obce jsou: Bergholz (M-PP), Carmzow-Wallmow, Fahrenwalde (M-PP), Glasow (M-PP), Krackow (M-PP), Löcknitz (M-PP), Penkun (M-PP), Ramin (M-PP), Randowtal a Schönfeld.